# جورج براون (بازیکن فوتبال، زاده ۱۸۸۳)
جورج براون (انگلیسی: George Brown؛ زادهٔ January qtr. 1883) بازیکن فوتبال اهل بریتانیا است.
از باشگاه‌هایی که در آن بازی کرده‌است می‌توان به باشگاه فوتبال ساوت‌همپتون اشاره کرد.